# 首都剧场
首都剧场，位於北京市东城区王府井大街22号北京人民艺术剧院院内，为北京人民艺术剧院拥有并使用。

## 简介

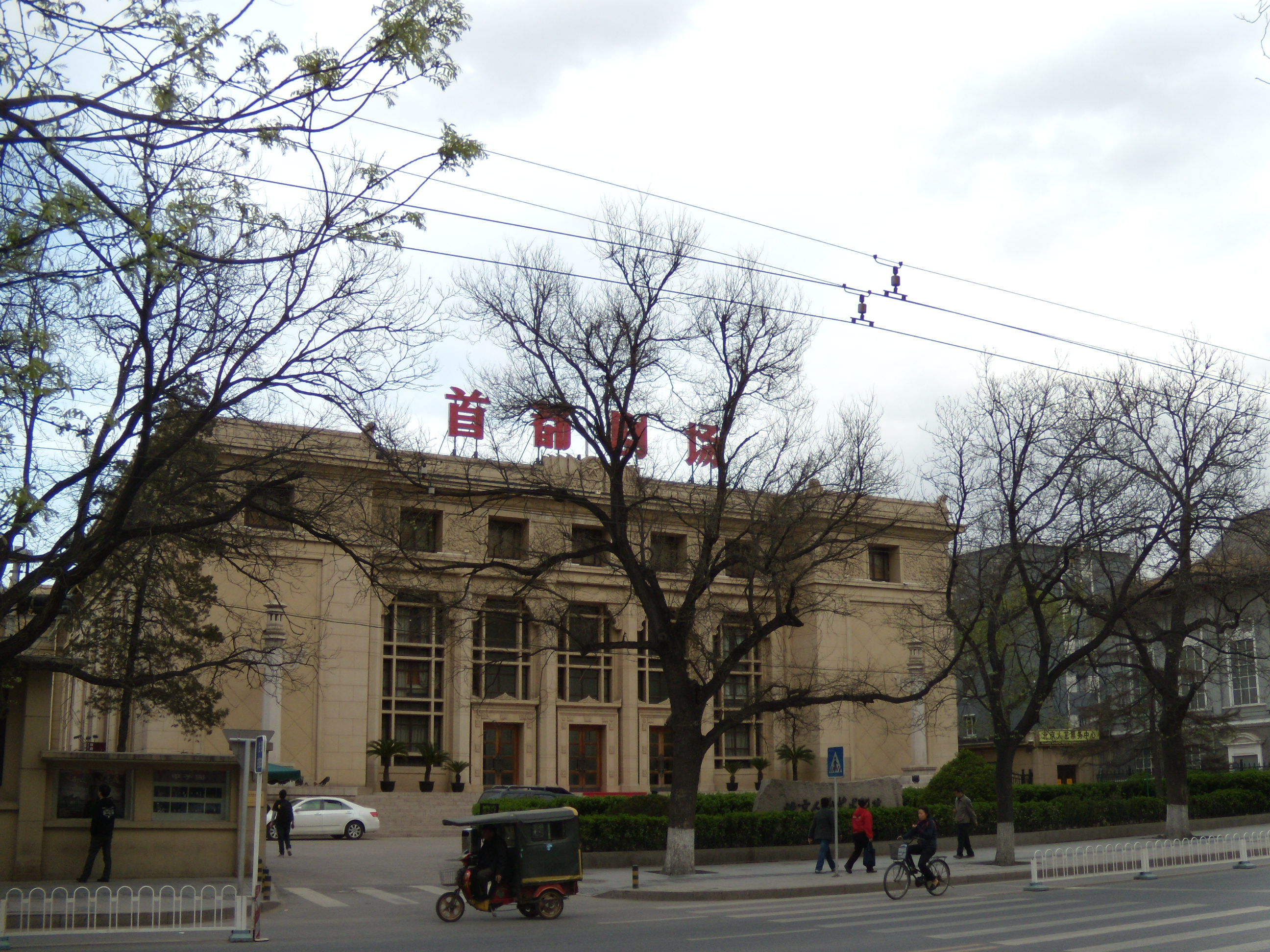
首都剧场

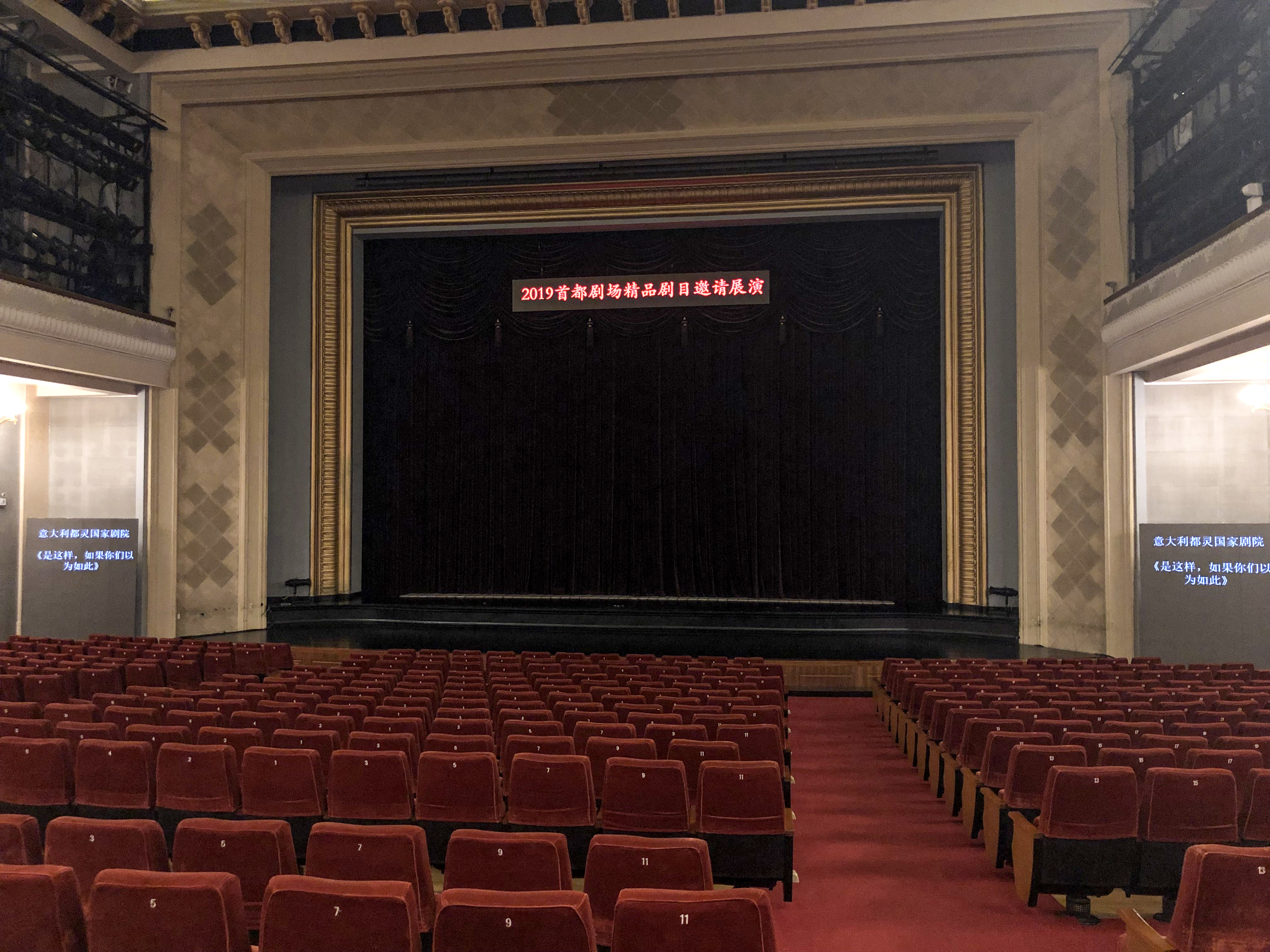
首都剧场内部

首都剧场始建于1954年，由建筑师林乐义设计。1950年代，该建筑获得中国建筑学会优秀建筑创作奖，后来还被收入英国的世界建筑通史。1956年，首都剧场正式成为北京人民艺术剧院所辖的专用演出场所，北京人艺1956年第一次使用首都剧场是举办话剧《日出》的化妆联排。首都剧场的建筑面积达到1.5万平方米，占地面积将近5000平方米，观众席分为上下两层。首都剧场供北京人民艺术剧院演出、排练及剧院办公使用。
首都剧场大厅内，设有戏剧书店、艺术家画廊、戏剧咖啡厅。
2012年，“首都剧场”被列为北京市东城区普查登记文物。